# 케틀레잉 쿠아드루스
케틀레잉 리마 쿠아드루스(브라질 포르투갈어: Ketleyn Lima Quadros, 1987년 10월 1일~)는 브라질의 전직 유도 선수이다. 2008년 하계 올림픽에서 여자 라이트급 동메달, 2020년 하계 올림픽에서 혼성 단체전 동메달을 획득했으며 세계 선수권 대회에서 혼성 단체전 동메달 1개를 획득했다.